# Carolina Neurath
Anna Carolina Neurath Bengtsson, född 17 november 1985 i Segeltorp i Huddinge, är en svensk journalist med fokus på ekonomijournalistik, programledare och författare.

## Biografi
Carolina Neurath studerade journalistik vid JMK på Stockholms universitet samt på Poppius Journalistskola. Neurath har tidigare arbetat som reporter på Dagens Industri och som redaktör på Placera.nu. Hon och kollegan på Svenska Dagbladet, Jacob Bursell, tilldelades journalistikpriset Guldspaden år 2010 i klassen för större dagstidningar för sin granskning av den svenska revisionsbranschen. Hon är författare till boken Den stora bankhärvan, finansparet Hagströmer och Qvibergs uppgång och fall; +HQ (2011), om HQ Banks fall. Boken skildrar HQ bank och dess företagskultur. Den förra VD:n Patrik Enblad hotade att stämma Neurath för boken, men har inte gjort verklighet av detta hot. För denna bok nominerades hon till Guldspaden även 2011.
År 2011 utsågs hon till en av Sveriges Supertalanger av tidningen Veckans Affärer, till en av årets uppstickare av karriärbolaget Shortcut och till en av Årets kvinnor av tidningen Expressen.
Hon tilldelades Stora Journalistpriset 2012 för sitt arbete med Räntekartan. Carolina Neurath utsågs samma år till Sveriges bästa ekonomijournalist enligt PR-byrån Hallvarsson & Halvarssons årliga undersökning på finansmarknaden.
I juli 2013 var hon sommarpratare i Sveriges Radio och i oktober 2014 medverkade hon i SVT:s Sommarpratarna.
År 2014 inleder Neurath en hård granskning av Klarna, som anklagas för att syssla med ”tveksamma affärsmetoder”. Kritiken gäller bland annat att bolaget skall ha satt i system att skicka påminnelsefakturor till kunder innan de fått en ordinarie faktura. Det är den första granskning som görs av bolaget och för den nomineras Neurath till Guldspaden. 
I maj 2016 meddelade Neurath att hon tar ett uppehåll från arbetet på Svenska Dagbladet i fyra månader för att skriva manus till en tv-serie som bygger på hennes första roman Fartblinda, samt för att arbeta på uppföljare till boken. Tv-serien Fartblinda hade premiär på TV 4 hösten 2019.
2017 gick hon från Svenska Dagbladet till att bli programledare för Sveriges Televisions nysatsning Morgonstudion, något hon lämnade under 2021 för att bli ny programledare för SVT:s Ekonomibyrån.
Hösten 2021 utkom hennes roman Fråga aldrig om Marianne, en berättelse om en tragedi i den egna släkten.

### Privatliv
Neurath var från 2017 gift med näringslivspersonen Niclas Engsäll och har med honom två barn, födda 2014 och 2019. Paret ansökte om skilsmässa i september 2020.
Neurath är sedan juni 2022 gift med fotbollsspelaren Pierre Bengtsson.

## Filmografi
- 2014 – Star Wars: Threads of Destiny

## Priser och utmärkelser
- 2010 – Guldspaden för granskning av revisionsbranschen
- 2011 – Nominerad till Guldspaden för boken Den stora bankhärvan, finansparet Hagströmer och Qvibergs uppgång och fall; +HQ
- 2012 – Stora Journalistpriset, "Årets förnyare", för Räntekartan
- 2012 - Juryns särskilda pris på Guldspadegalan.
- 2014 Nominerad till Guldspaden för granskningen av Klarna
- 2020 Nominerad för serien Fartblinda till Kristallen.
- 2023 Nominerad för programmet Ekonomibyrån till tv-priset Kristallen